# Џон Вилкс Бут
Џон Вилкс Бут (енгл. John Wilkes Booth; Бел Ер, 10. мај 1838 — Порт Ројал, 26. април 1865) је био познати амерички позоришни глумац који је извршио атентат на председника Сједињених Америчких Држава, Абрахама Линколна у Фордовом позоришту у Вашингтону, 14. априла 1865. Рођен је у познатој глумачкој породици. Његов отац је био Џунијус Брутус Бут (добио име по атентатору на Јулија Цезара, Марку Јунију Бруту) а брат Едвин Бут, који су у то време били чувени по Европи и Америци по свом извођењу Шекспира. И сам Џон Вилкс Бут је шездесетих година 19. века био познат глумац. Био је симпатизер Конфедерације и жесток противник укидања ропства и председника Линколна."

## Атентат на Линколна
Бут је првобитно намеравао да изврши отмицу Абрахама Линколна и у ту сврху је окупио групу својих истомишљеника, коју су чинили Дејвид Херолд, Џорџ Атзерод, Луис Пауел и Џон Сјуарт који је био агент Конфедерације.
На Велики петак 14. априла 1865. Бут је отишао у Фордово позориште како би покупио пошту. Ту је сазнао да ће те вечери представи Our American Cousin присуствовати председник и прва дама, у друштву генерала Гранта и његове супруге. О томе је обавестио своје саучеснике. Осмислио је план бекства и у ту сврху набавио коња. Одредио је Пауела да убије државног секретара Вилијама Х. Сјуарда а Атзерода да убије потпредседника Ендруа Џонсона. Херолд је био задужен да им помогне при бекству. План да се истом приликом изврши атентат и на генерала Гранта је пропао, јер је Грант на наговор своје супруге одустао од одласка у позориште и уместо тога је те вечери отпутовао у посету рођацима у Њу Џерзи.
Бут је у председничку ложу упао нешто после 22 сата, док је представа била у току, и пуцао Линколну у потиљак. Његово бекство је умало осујетио мајор Хенри Ретбон. Кад се овај бацио на њега, Бут га је убо. Прва дама, Мери Тод Линколн и Ретбонова вереница које су се такође налазиле у ложи су остале неповређене. Приликом бекства Бут је скочио на позорницу и том приликом је подигао нож и наводно узвикнуо „Овако увек са тиранима!“ (лат. Sic semper tyrannis!), која се приписује Бруту.
Једино је Бут успео у својој намери те вечери. Пауел је извршио атентат на Сјуарда, али је он, иако тешко рањен, успео да преживи. Атзерод није имао храбрости за атентат на Џонсона, и уместо тога је читаво вече провео у опијању.

## Смрт
Бут је успео да побегне. Стигао је до северне Вирџиније, где се сакрио на Геретовој фарми дувана. Ту га је потера и пронашла 12 дана касније. Његов саучесник, Дејвид Херолд се предао, док је Бут одбио позив да се преда. Војници су због тога запалили амбар у којем се крио. Наредник Бостон Корбет је Бута смртно ранио, хицем у врат. Војници су га пренели из запаљеног амбара на веранду куће. Тада је изговорио речи: „Реците мојој мајци да сам умро за отаџбину.“ након чега је убрзо и преминуо.